# NH農協銀行
NH農協銀行（えぬえいちのうぎょうぎんこう、朝: NH농협은행）またはNHバンク（英: NH Bank）は、本部が韓国ソウルにある韓国農協系の金融機関である。

## 概要
NH農協銀行は韓国農協金融持株会社の子会社で、大韓民国の韓国農協系の専門銀行である。その業務には、貯蓄、貸付け、クレジットカード、銀行保険などの金融業務がある。本社はソウルの西大門駅近くである。

## 歴史
- 1907年：金融組合が設立
- 1961年：NH農業銀行と韓国農協が統合され、農業銀行の都市地域の店舗は、中小企業銀行に分離
- 2000年7月1日：農協中央会、畜産協同組合中央会、高麗人参中央会を合併
- 2012年3月2日：NH農協金融持株会社傘下で農協中央会の信用事業が分離され、持ち株会社の子会社として発足[2]

## 営業店
営業店は国内・国外に分けると、次がある

### 国内
- 支店と出張所（中央）：21か所

主な店舗には国会議事堂、政府庁舎管理本部、ソウル大学、青瓦台、監査院などがある。
- 支店と出張所（地方本部）：1,151か所[3]
- 地方（地域農協、品目農協、地元の畜産協同組合、品目畜産協同組合、高麗人参協など）の店舗と支所：4,660か所

### 国外
- 米国・ニューヨーク事務所
- ベルギー・EU事務所
- 日本・東京事務所
- ベトナム・ハノイ事務所[4]
- 中国・北京事務所

など

## 参照項目
- 韓国の専門銀行一覧
- 韓国の農業協同組合
- NH投資証券 - 証券会社
- JAバンク - 日本の農協の金融事業統一ブランド